# Ben Toolis
Benjamin („Ben“) Toolis (* 31. März 1992 in Brisbane) ist ein australisch-schottischer Rugby-Union-Spieler, der zuletzt für das Team Edinburgh Rugby in der United Rugby Championship spielte. Auf internationaler Ebene gehörte er der schottischen Nationalmannschaft an.

## Biografie
Toolis wurde in der australischen Stadt Brisbane geboren. Neben Rugby spielte er in seiner Jugend auch Volleyball für die australischen Nationalmannschaften der Stufen U18 und U20, ehe er sich dazu entschloss, eine Rugbykarriere anzustreben. Er war im Kader der Australian National Rugby Academy und spielte zusammen mit seinem Zwillingsbruder Alex Tooley im Pacific Nations Cup. Anschließend schaffte er es 2012 und 2013 mit dem Verein GPS Old Boys bis ins Halbfinale der Premier Grade.
2013 unterschrieben Ben und Alex bei der schottischen Profimannschaft Edinburgh Rugby, wo sie dem Elite Development Player Program beitraten. Trainer Stevie Scott erklärte: „Sie sind beide sehr sportlich und mobil, was wichtige Attribute im modernen Rugby sind.“ Um den Jahreswechsel 2013/14 wurden die Zwillinge für kurze Zeit an den englischen Verein London Irish ausgeliehen. Während Alex 2016 nach Australien zurückkehrte, blieb Ben Toolis weiterhin bei Edinburgh. Den ersten Versuch für seine Mannschaft erzielte er im April 2015, im Halbfinale des European Rugby Challenge Cup gegen die Newport Gwent Dragons. 2022 wechselte er nach Osaka zu den Kintetsu Liners in der Japan Rugby League One.
Obwohl in Australien geboren, ist Toolis berechtigt, Schottland zu vertreten, da seine Mutter aus Carluke in Lanarkshire stammt. Aufgrund guter Leistungen in der Meisterschaft wurde er für die Six Nations 2015 in den Kader der schottischen Nationalmannschaft berufen, sein internationales Debüt gab er am 28. Februar 2015 bei der 19:22-Niederlage gegen Italien. Regelmäßig zum Einsatz kam er in den Jahren 2017 bis 2020, wobei er insgesamt 26 Test Matches bestritt. Bei der Weltmeisterschaft 2019 spielte er in der Vorrundenpartie gegen Russland.